# Bedrník větší

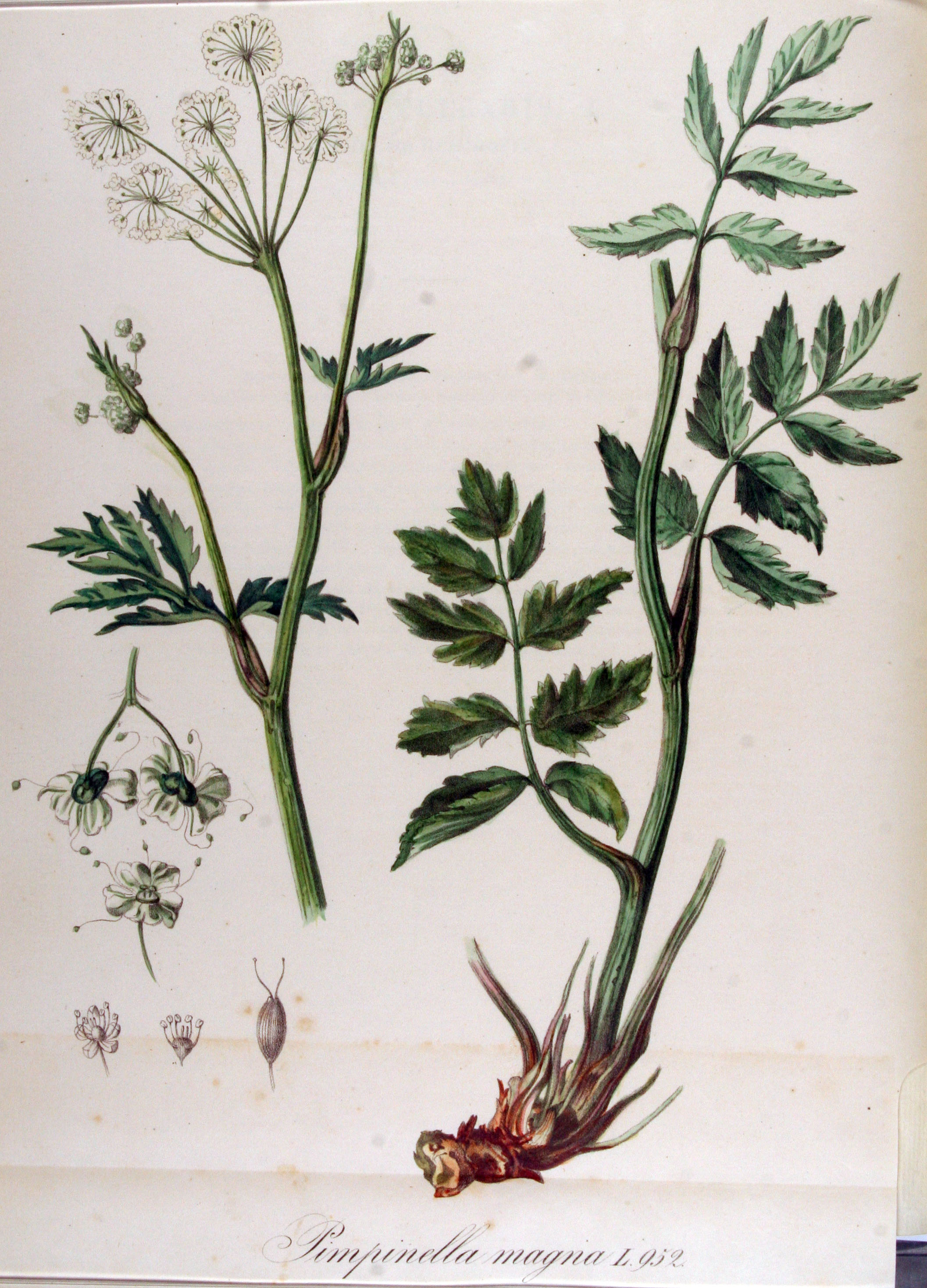
Zobrazení bedrníku většího

Bedrník větší (Pimpinella major) je vytrvalá, až metr vysoká rostlina vlhčích míst s okolíky drobných, bílých nebo narůžovělých květů. Je původním druhem v české přírodě a již od Antiky je známou bylinou lidového léčitelství. Je rozšířena téměř výhradně v Evropě, včetně ruského území sahajícímu až ke Kavkazu. V České republice roste roztroušeně až hojně od nížin až do horských oblastí.

## Ekologie
Vyskytuje se na vlhkých, hlinitých a na živiny bohatých půdách. Je to hemikryptofyt rostoucí na mokrých loukách, mezích, okrajích lesů, v křovinách, příkopech a též na lidskou činností narušovaných místech.

## Popis
Vytrvalá bylina s přímou, v horní polovině větvenou lodyhou vysokou 40 až 120 cm, která vyrůstá ze silného vřetenovitého kořene. Lodyha je dutá ale pevná, má výrazné hrany a je lysá nebo drobně pýřitá. Bazální řapíkaté listy bývají dlouhé 20 až 30 cm a jsou lichozpeřené, mívají dva až čtyři páry lístků a jeden koncový. Párové lístky směřující ke konci listu jsou až 7 cm dlouhé, vejčité až kopinaté, po obvodě mají nepravidelné hrubé zuby a na svrchní straně jsou sytěji zelené a více lesklé. Koncový lístek bývá zpravidla trojlaločný. Střední a horní lodyžní listy jsou jim podobné, mají ale nafouknuté, bělavě lemované pochvy a jsou celkově menší.
Květenství vyrůstá na vrcholu lodyhy a jejich větví, je to složený okolík bez obalů i obalíčků, má deset až patnáct okolíčků tvořených 15 až 25 drobnými bílými nebo narůžovělými květy. Oboupohlavné květy mají pět málo zřetelných lístků kališních a stejný počet lístků korunních barvy bílé, růžové a výjimečně i světle červené. V květu je pět tyčinek s prašníky a ze dvou plodolistů srostlý semeník s dvěma dlouhými čnělkami; některé květy mívají prašníky zakrněné. Rozestálé čnělky přesahují po odkvětu semeník. Květy jsou protandrické, blizny dozrávají až po vypylení prašníků. Kvetou od června do září, cizí pyl na ně přináší hmyz, nejčastěji rozmanité mouchy. Ploidie druhu je 2n = 20.
Plodem jsou široce vejčité, šedohnědé dvounažky asi 3 mm dlouhé, jejichž plůdky (semena) mají po pěti bělavých, vystouplých žebrech.

## Význam
Historicky je bedrník větší využíván hlavně jako léčivá rostlina. Nať "pimpinellae herba", obsahující flavonoidy, se vnitřně používá při plícním onemocnění a k podpoře aktivity zažívacího ústrojí a zevně při léčbě křečových žil. Kořen "pimpinellae radix", obsahující saponiny a silice, je ve formě čaje nebo tinktury vhodný k léčbě kataru horních cest dýchacích, zánětu močového měchýře i ledvin a zevně ve formě koupelí k ošetřování špatně se hojících ran. Rozžvýkaný kořen mírní bolesti zubů a vonná semena působí proti nadýmání. Mladé listy se pro vůni používaly do polévek a omáček.

## Galerie

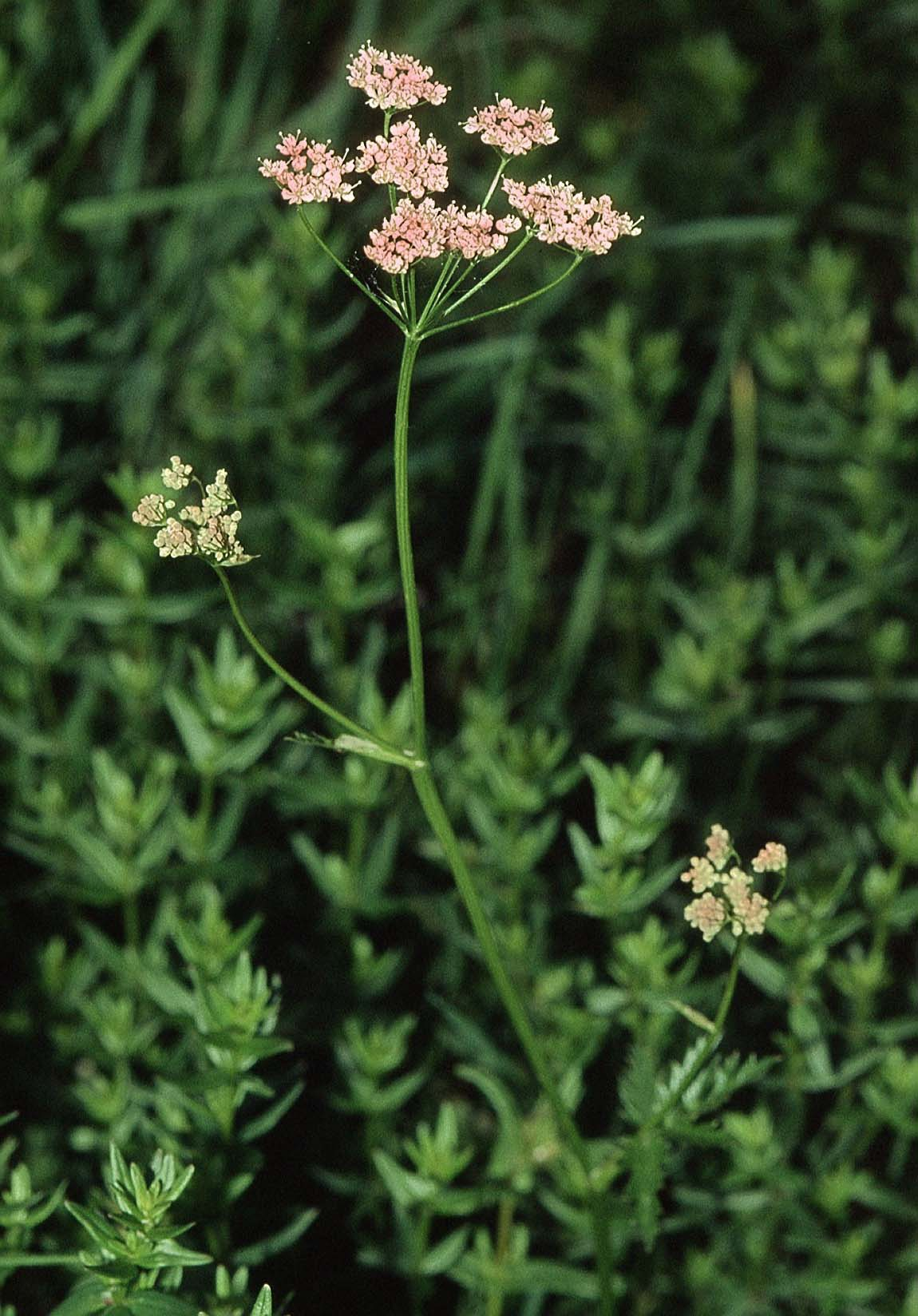
Okolík
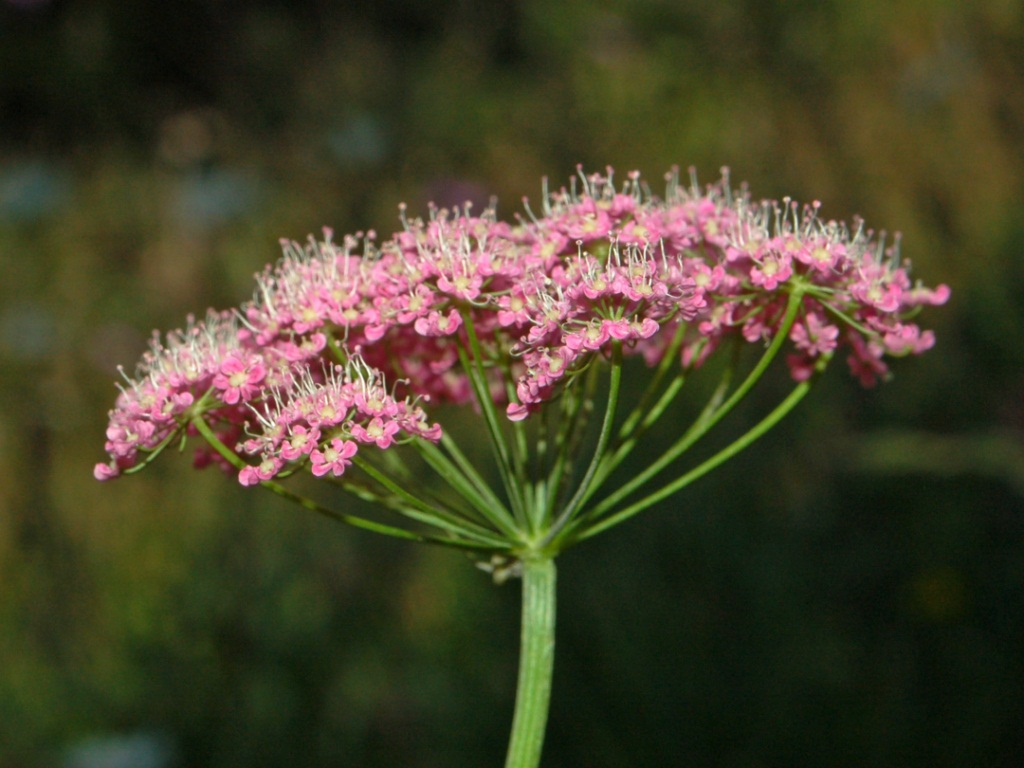
Okolík s růžovými květy
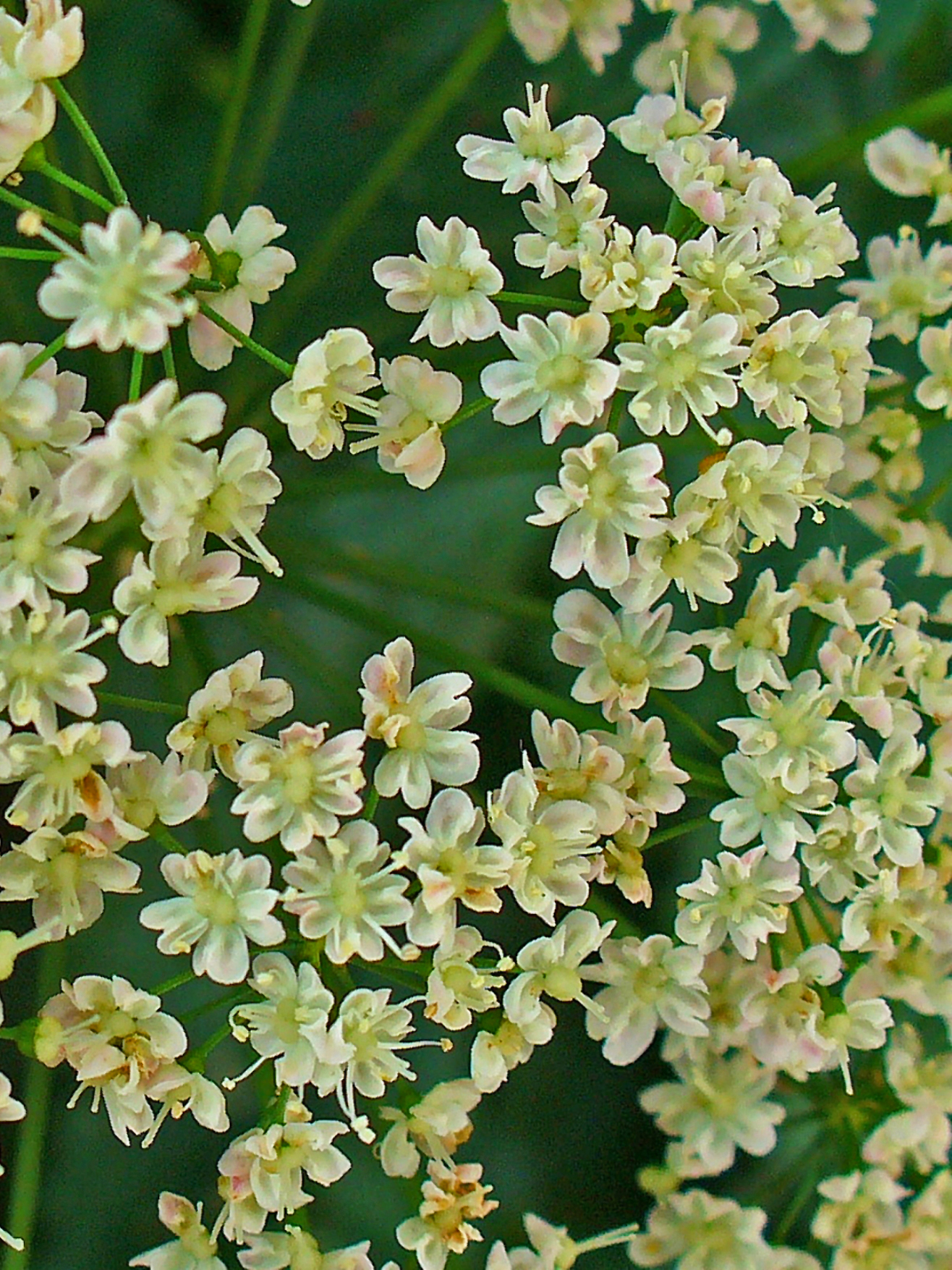
Květy v okolíku
Listy